# 1552
1552 (MDLII) var ett skottår som började en fredag i den julianska kalendern.

## Händelser

### Augusti
- 22 augusti – Gustav Vasa gifter sig med Katarina Stenbock. Makarnas åldersskillnad (40 år) gör att prästerna protesterar.[1]

### Okänt datum
- Lennart Slipare utsänds på resa genom hela Tyskland och Österrike för att värva hantverkare till Sverige.

## Födda
- 6 mars – Seved Svensson Ribbing, svenskt riksråd, riksskattmästare 1602–1613.
- 24 augusti – Lavinia Fontana, italiensk målare.
- 17 september – Paulus V, född Camillo Borghese, påve 1605–1621.
- 6 oktober – Matteo Ricci, italiensk jesuit, missionär och sinolog.
- Axel Ryning, svensk friherre och riksråd, riksamiral 1602–1611 och riksmarsk 1612–1620.
- Boris Godunov, rysk tsar.
- Barbara Longhi, italiensk målare.

## Avlidna
- 19 april – Olaus Petri, svensk reformator.
- 2 december – Frans Xavier, spansk jesuit och missionär, helgon.
- 20 december – Katharina von Bora, tysk nunna och luteran, gift med reformatorn Martin Luther.
- 27 december – Torben Bille, dansk ärkebiskop 1532–1536.
- Maria Schenck van Tautenburg, nederländsk abbedissa.

### Fotnoter
1. ↑  ”Historiesajten - Katarina Stenbock (läst 4 april 2011)”. https://historiesajten.se/visainfo.asp?id=234.